# Johan Sunne
Johan Adolf Sunne (i riksdagen kallad Sunne i Mjölby), född 9 december 1890 i Ramsåsa församling, Malmöhus län, död 19 juli 1967 i Mjölby, Östergötlands län, var en svensk folkskollärare och politiker (folkpartist).

## Biografi
Johan Sunne föddes 1890 i Ramsåsa socken. Han var son till åbon Anders Olsson och Bertha Andersson. Sunne avlade folkskollärarexamen i Göteborg 1914 och var folkskollärare i Mjölby folkskolor 1916-1954.
Han var även redaktör för Östgöta-Tidningen 1935-1944. I Mjölby var han länge kommunalt aktiv, bland annat som stadsfullmäktiges vice ordförande 1944-1948 och 1951-1964 samt som ordförande i stiftelsen Svartåstaden.
Han var riksdagsledamot i första kammaren för Östergötlands läns med Norrköpings valkrets 1949-1960. I riksdagen var han bland annat suppleant i statsutskottet 1954-1960 samt ledamot i andra lagutskottet 1950-1960. Han var främst engagerad i skolpolitik och sjukvårdsfrågor.

### Familj
Sunne gifte sig 1954 med Valborg Andersson (född 1892), dotter till köpmannen Axel Andersson och Amanda Lind. De fick tillsammans tre barn.